# Nestor Gerard
Jan Nestor Gerard (Schelle, 23 januari 1897 – Langdorp, 6 mei 1996) was een Belgisch fotograaf. Hij was betrokken bij de Vlaamse Beweging en steunde Vlaams-Nationale dienstweigeraars.

## Vroege leven
Gerard komt ter wereld als zesde kind van zijn ouders. Tijdens de Eerste Wereldoorlog wordt hij door de Duitsers gedeporteerd naar het werkkamp van Mecklingen in Nedersaksen, waar hij omwille van zijn kennis van het Duits wordt aangesteld als barakoverste en verbindingsman tussen de kampleiding en zijn medegevangenen. Na de oorlog gaat hij als bediende werken voor Patria Tabak. Kort daarna treedt hij als fotograaf in dienst bij Bell Telephone, een functie die hij tot aan zijn pensioen in 1962 vervult.

## Vlaamse Beweging
Op jonge leeftijd komt Gerard in contact met de Vlaamse Beweging. Hij ervaart de repressie tegen de Vlaamse activisten als een groot onrecht. Gerard raakt bevriend met August Borms, die hij levenslang blijft bewonderen. Via Borms komt Gerard in contact met andere prominenten van de Vlaamse Beweging, zoals Lodewijk Dosfel, Wies Moens, Desideer Stracke, Ward Hermans en Cyriel Verschaeve.
Op aansturen van Borms wordt hij de bezieler van het Dienstweigeraars-steuncomité, waar hij bevriend raakt met onder anderen Lode Bonten, Joris De Leeuw, Lode Van Dyck en Rik Spiessens. In het bijzonder trekt hij zich het lot aan van dienstweigeraar Berten Fermont, die niet wil dienen in het leger van een staat die de Vlaamse volksgemeenschap haar rechten onthoudt. Fermont wordt twee keer veroordeeld en opgesloten in de gevangenis van Sint-Gillis, waar hij tbc oploopt. Gerard zit met August Borms aan het sterfbed van Fermont en laat zijn vriend Albert Poels een grafmonument voor hem oprichten op begraafplaats Schoonselhof.
Gerard is nooit politiek actief in de Vlaamse Beweging, maar documenteert als fotograaf de geschiedenis ervan in wat uitgroeide tot een archief van tienduizenden portretten van Vlaamse prominenten en foto's van Vlaams-nationalistische bijeenkomsten en manifestaties.

## Fotoarchief
Gerard wordt algemeen beschouwd als de fotograaf van de Vlaamse Beweging in de periode van 1920 tot 1969, met nadruk op het interbellum. Zowat iedereen die in die periode actief is in de Vlaamse ontvoogdingsstrijd, passeert voor zijn lens: de eerdergenoemde Vlaamse voormannen, activisten en politici als Herman Vos, Rob Van Roosbroeck, Staf De Clercq, Louis Roppe, Frans Van der Elst, Vic Anciaux, Roza de Guchtenaere, Flor Grammens, Camille Huysmans, Gérard Romsée en Frans Van Cauwelaert.
Naast een document over de Vlaamse Beweging bevat het archief van Gerard duizenden foto's en portretten van schrijvers (waaronder Felix Timmermans, Stijn Streuvels, Filip De Pillecyn en Ernest Claes), beeldhouwers (waaronder Albert Poels en Cyriel Verschaeve), componisten of musici (waaronder Arthur Meulemans, Renaat Veremans, Armand Preud'homme, Emiel Hullebroeck en Marinus De Jong), dichters (waaronder Wies Moens en René De Clercq), kunstschilders (waaronder Isidore Opsomer, Henry Luyten, Jan Keustermans en Broeder Max), geestelijken (waaronder Modest van Assche, Desideer Stracke en Juul Callewaert) en prominente juristen (waaronder René Victor). Het fotoarchief bevindt zich in het Letterenhuis te Antwerpen.

## Levensavond
In 1969 maakt een hersentrombose een einde aan het actieve leven van Gerard. Hij raakt verlamd en is bijna een jaar bedlegerig. Hoewel hij gedeeltelijk herstelt, hervat hij zijn actieve rol in de Vlaamse Beweging niet meer. In 1979 verlaat hij Aartselaar, waar hij meer dan 40 jaar heeft gewoond, en trekt hij zich met zijn vrouw Louisa Huyck terug bij zijn dochter in Langdorp, waar hij na een slepende ziekte op 6 mei 1996 op 99-jarige leeftijd overlijdt.

## Trivia
- De vrouw van Gerard, Louisa Huyck, was de zuster van Caro Huyck, moeder van Dirk, Jan en Reinhilde Decleir.

- International Standard Name Identifier: 0000 0003 9216 0134
- Nederlandse Thesaurus van Auteursnamen: 074092219
- Virtual International Authority File: 286139331
- WorldCat: E39PBJvmHRGFtGRchWmVPypHG3